# Florian Schuller

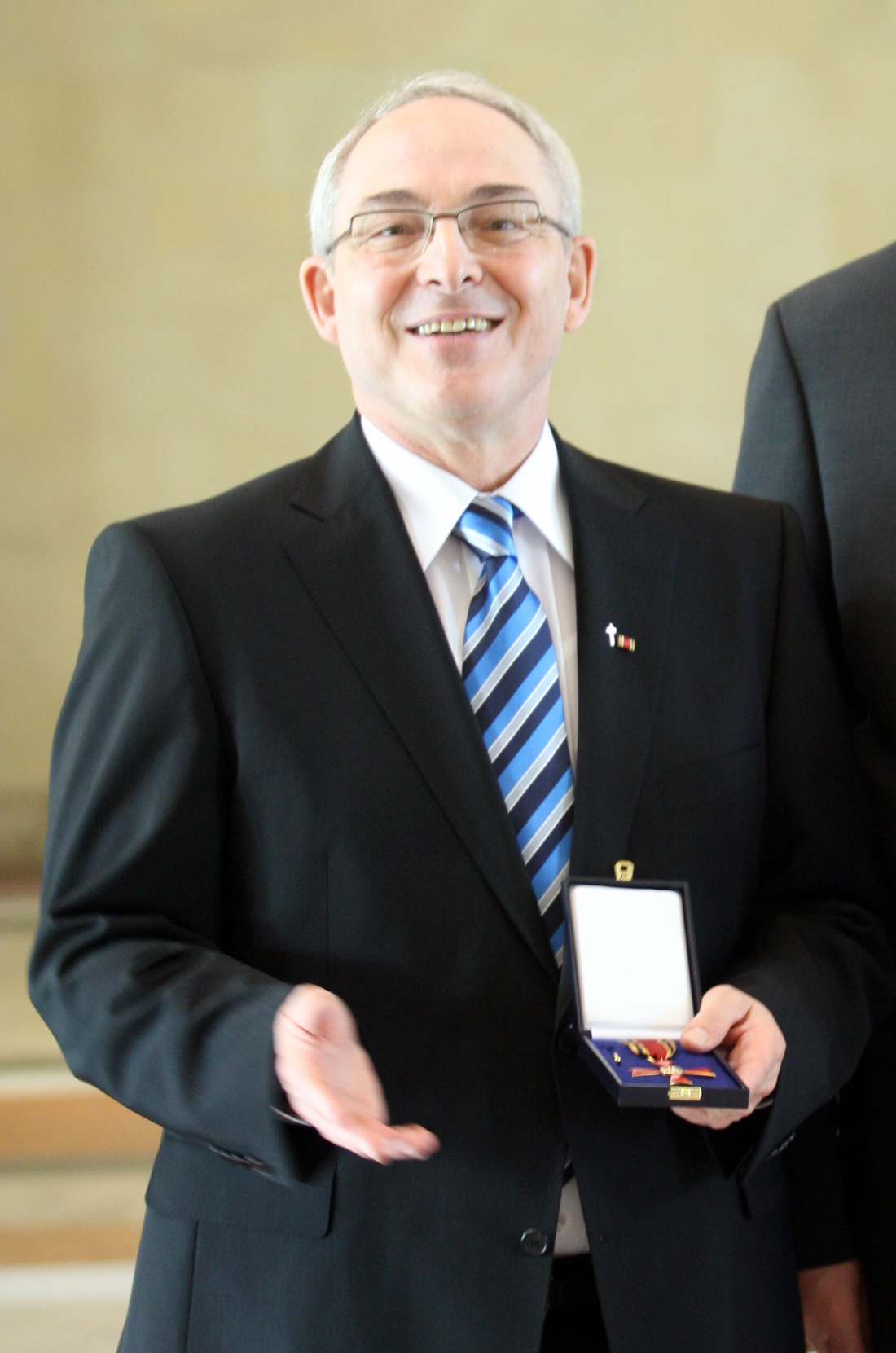
Florian Schuller (Mai 2012)

Florian Schuller (* 9. Dezember 1946 in Augsburg) ist ein deutscher römisch-katholischer Priester. Von 2000 bis 2018 war er Direktor der Katholischen Akademie in Bayern, die ihren Sitz in München hat.

## Werdegang
Schuller erhielt seine schulische Ausbildung von 1952 bis 1957 an der Volksschule Vor dem Roten Tor in Augsburg und von 1957 bis 1966 am humanistischen Gymnasium der Benediktiner bei St. Stephan. Nach dem Abitur ging er als Priesteramtskandidat an das Germanicum nach Rom, wo er an der Päpstlichen Universität Gregoriana Philosophie und Theologie studierte. 1969 erwarb er das Lizenziat in Philosophie, 1974 das in Theologie. 1983 promovierte er mit „magna cum laude“ bei Zoltan Alszeghy über die Theologie Fritz Buris.
Am 10. Oktober 1973 wurde er in Rom durch Julius Kardinal Döpfner zum Priester geweiht. Er war zunächst Präfekt im Collegium Germanicum-Hungaricum, dann von 1974 bis 1976 Stadtkaplan in Penzberg und von 1976 bis 1983 Pfarrer in Hofstetten und Hagenheim. Nachdem er bereits drei Jahre als Diözesanlandjugendpfarrer gewirkt hatte, war er von 1983 bis 1999 Studenten- und ab 1988 Hochschulpfarrer an der Universität Augsburg sowie Leiter der Katholischen Hochschulgemeinde Augsburg. Nebenbei lehrte er an der Fachhochschule Augsburg. Seit 1992 ist er Pfarrer in Straßberg.
2000 übernahm Schuller als Direktor die Leitung der Katholischen Akademie in Bayern und den Vorsitz der Katholischen Landesarbeitsgemeinschaft für Erwachsenenbildung in Bayern (KEB Bayern). Am 2. Oktober 2018 wurde er nach 18 Jahren offiziell verabschiedet.
Florian Schuller engagiert sich für zahlreiche sozialen Projekte und die Christen im Heiligen Land. 2009 wurde er von Kardinal-Großmeister John Patrick Kardinal Foley zum Ritter des Ritterordens vom Heiligen Grab zu Jerusalem ernannt und durch Reinhard Marx, Großprior der deutschen Statthalterei, investiert. 2017 wurde er in Nachfolge von Winfried Haunerland Prior der Komturei München. Er ist Mitglied im Deutschen Verein vom Heiligen Lande. Außerdem ist er Mitglied der Katholischen Studentenverbindung Ludovicia Augsburg im KV.

## Ehrungen und Auszeichnungen
- 2007: Kaplan Seiner Heiligkeit[2]
- 2009: Ritter des Ritterorden vom Heiligen Grab zu Jerusalem
- 2012: Verdienstkreuz am Bande der Bundesrepublik Deutschland
- 2017: Bayerischer Verdienstorden[3]